# Tradescantia reverchonii
Tradescantia reverchonii là một loài thực vật có hoa trong họ Commelinaceae. Loài này được Bush miêu tả khoa học đầu tiên năm 1902.
Đây là loài bản địa Trung bộ và Đông Texas, tây Louisiana và tây nam Arkansas ở Hoa Kỳ. Là loại cây lâu năm, ra hoa màu tím hoặc xanh lam vào mùa xuân trên thân cây thân thảo. 